# Cao Xun
Cao Xun (230 - 10 janvier 249) Troisième fils de Cao Zhen. Après la prise du pouvoir militaire par son frère aîné Cao Shuang, il est nommé général de la Défense militaire. Il suit ses frères lors de la visite à la tombe de Cao Rui qui donne l’occasion à Sima Yi de faire son coup d’État. Il est ensuite enfermé avec ses frères dans leur maison puis mis à mort sur la place publique sous les ordres de Sima Yi.